# Liste der Baudenkmale in Havelock North
Die Liste der Baudenkmale in Havelock North umfasst alle vom New Zealand Historic Places Trust (NZHPT) als „Historic Place“ oder „Historic Area“ eingestuften Baudenkmale und Flächendenkmale der neuseeländischen Ortschaft Havelock North. Die Angaben stammen aus dem Register des NZHPT. Die Bezeichnungen der Baudenkmale orientieren sich an diesem Register. In die Liste werden auch bekannte Wahi Tapu (Area), kulturell und religiös bedeutsame Stätten und Gebiete der Māori, aufgenommen. Sie werden jedoch meist nicht publiziert.

| Bild | Bezeichnung                         | Ort            | Anschrift                                                                      | Beschreibung | Bauzeit   | Eintrag           | Nummer | Kat. |
| --- | ----------------------------------- | -------------- | ------------------------------------------------------------------------------ | --- | --------- | ----------------- | ------ | ---- |
| BW | Arden House                         | Havelock North | 107 Kopanga Road Karte                                                         | Villa | 1926      | 16. November 1989 | 4410   | 1    |
| BW | Mokopeka Station Power House        | Havelock North | 364 Maraetotara Road, Maraetotara Karte                                        | Staudamm und Generatorenhütte, möglicherweise das am längsten durchgehend zur Stromgewinnung genutzte Wasserkraftwerk der Welt | 1892      | 24. November 1983 | 31     | 1    |
| BW | Tauroa Homestead                    | Havelock North | 2 Hikanui Drive Karte                                                          | Wohnhaus | 1916      | 16. November 1989 | 176    | 1    |
| | Te Mata Homestead                   | Havelock North | Te Mata Road                                                                   | Wohnhaus einer Farm | 1935      | 16. November 1989 | 4409   | 1    |
| BW | Whare Ra                            | Havelock North | 2 Tauroa Road Karte                                                            | Wohnhaus | 1913      | 28. Juni 1990     | 4407   | 1    |
| BW | Te Mata Woolshed                    | Havelock North | Te Mata-Mangateretere Road Karte (ungenau)                                     | Wollschuppen | 1864      | 7. April 1983     | 1034   | 2    |
| weitere Bilder | St Luke's Church (Anglican)         | Havelock North | 24 Te Mata Road Karte                                                          | Kirche, anglikanisch | 1932      | 7. April 1983     | 1068   | 2    |
| weitere Bilder | Duart House                         | Havelock North | 51 Duart Road Karte                                                            | Wohnhaus | 1875      | 7. April 1983     | 2777   | 2    |
| weitere Bilder | Transformer House and Shelter       | Havelock North | Te Aute Road and Middle Road Karte                                             | Trafostation, Uhrenturm und Bushäuschen                                                                                        | 1914–1915 | 27. November 1986 | 4797   | 2    |
| weitere Bilder | Post Office                         | Havelock North | 1 Napier Road Karte                                                            | Postamt | 1914      | 27. November 1986 | 4798   | 2    |
| weitere Bilder | First and Second World War Memorial | Havelock North | Te Mata Drive Karte                                                            | Denkmal für den Ersten und Zweiten Weltkrieg                                                                                   | 1925      | 27. November 1983 | 4799   | 2    |
| BW | Havelock North Cemetery Gates       | Havelock North | Tanner Street und Iona Road Karte                                              | Friedhofstor | 1929      | 27. November 1986 | 4801   | 2    |
| [[Vorlage:Bilderwunsch/code!/C:-39.7667,176.9843!/D:House [Relocated], 1595 Waipuka Road (ursprünglich 15 Ruataniwha Street, Waipawa)!/\|BW]] | House [Relocated]                   | Havelock North | 1595 Waipuka Road (ursprünglich 15 Ruataniwha Street, Waipawa) Karte (ungenau) | Wohnhaus | n.a.      | 27. November 1986 | 4838   | 2    |
| weitere Bilder | Kahuranaki                          | Havelock North | 1173 Kahuranaki Road, Kahuranaki Station Karte (ungenau)                       | Für die Maori bedeutsamer Platz einschl. Begräbnishöhle; NZ Archaeological Association Site V22/264                            | n.a.      | 29. Februar 2012  | 9604   | WT   |